# Tetsuo Harada
Tetsuo Harada (原田 哲男, Harada Tetsuo), né le 25 août 1949 à Niigata et mort le 23 novembre 2024 à Fresnay-l'Évêque est un sculpteur franco-japonais installé en France.

## Biographie

### Enfance et formation
Tetsuo Harada est né en 1949 à Niigata.

### Carrière

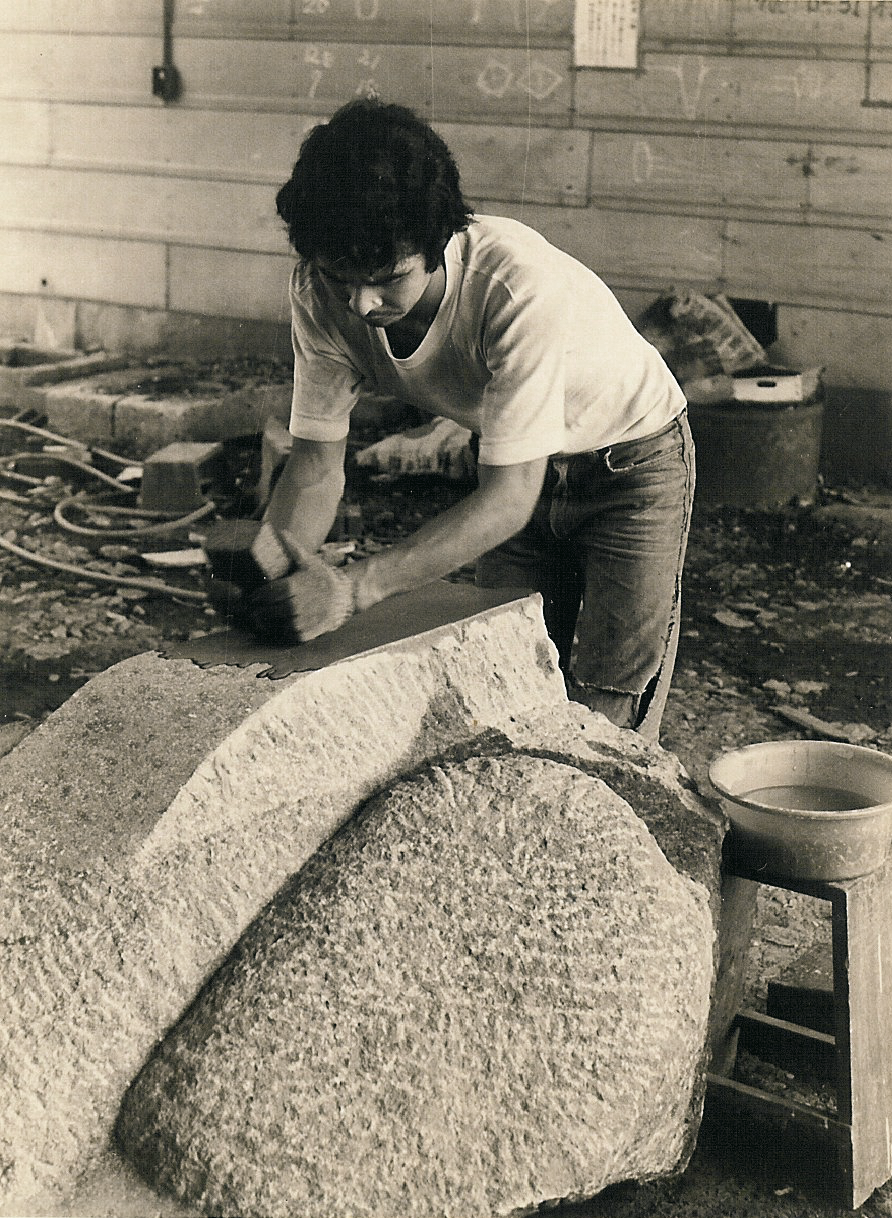
Harada à l'Université des beaux-arts de Tokyo, 1971.

Dans les années 1990, il s'est fait connaître du public avec son concept Earth Weaving, une sculpture symbolisant le lien entre les pays dans la fraternité avec des anneaux de granit.

## Œuvres
Le Tricot de la terre, pièce que la ville d’Orléans a acquise et installée dans le jardin de l’hôtel Groslot.

## Galerie

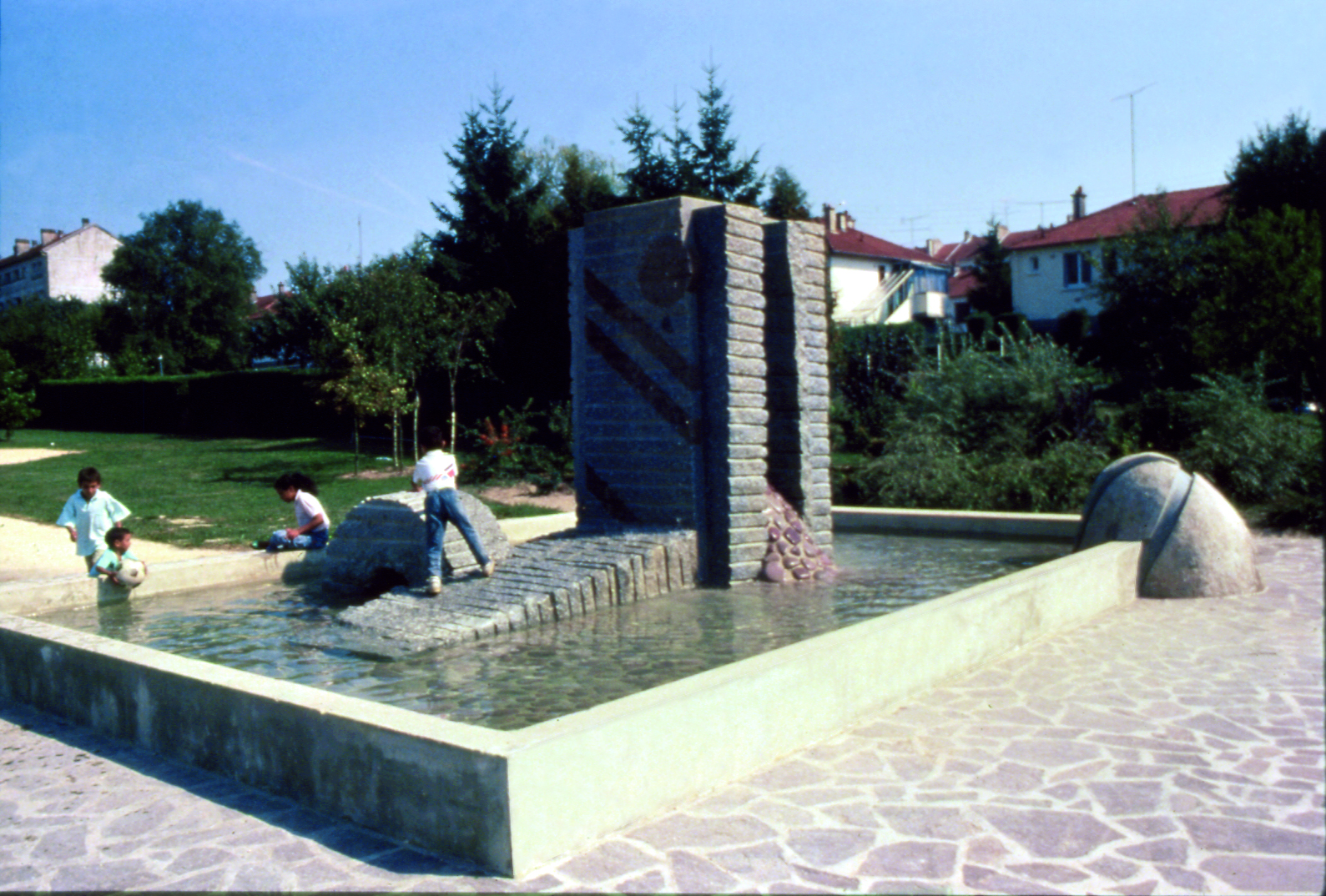
La fontaine de Sainte-Menehould, 1986.
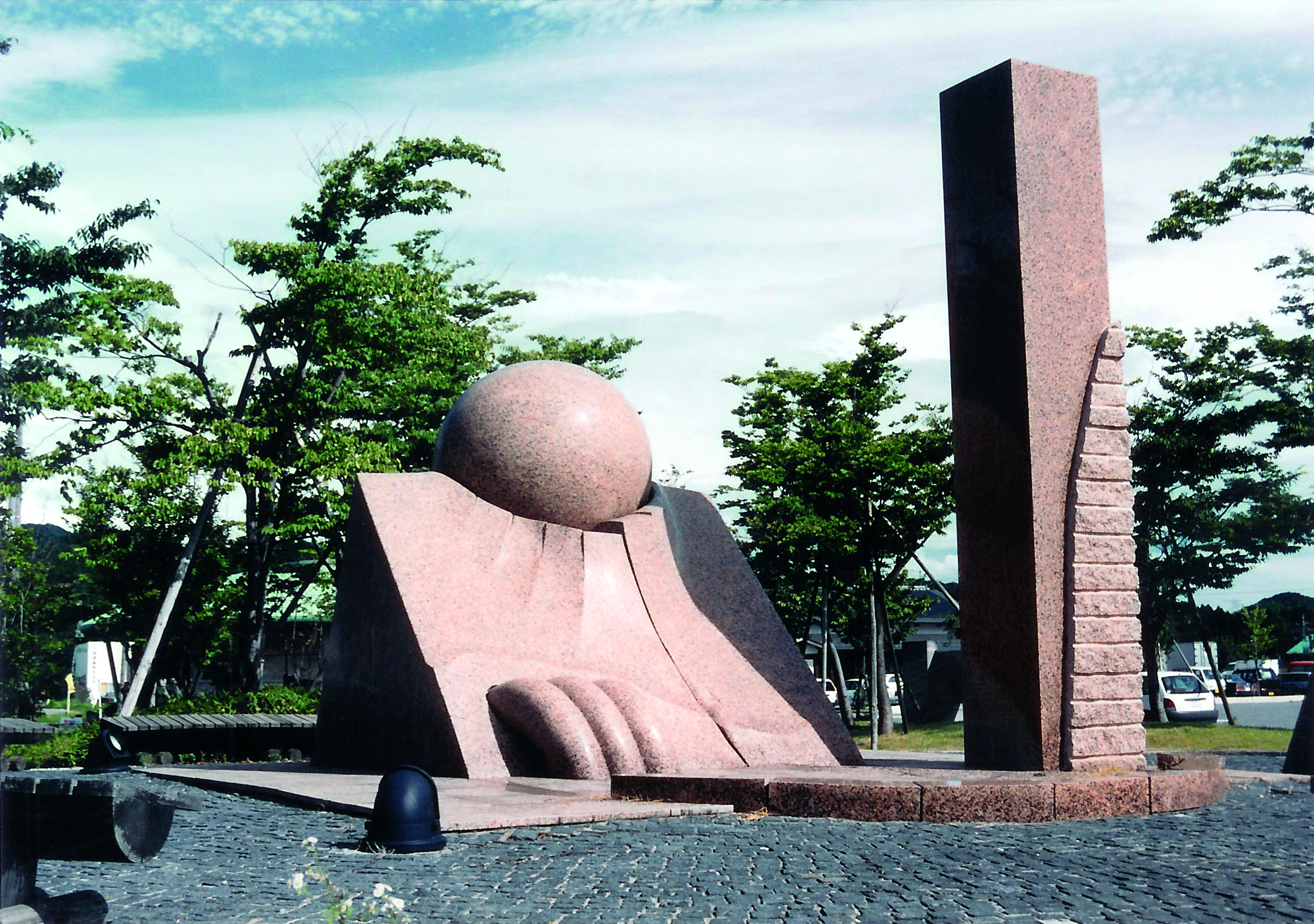
Le 38e parallèle, sculpture monumentale en granite, inaugurée en 1992 à Niigata, Japon.
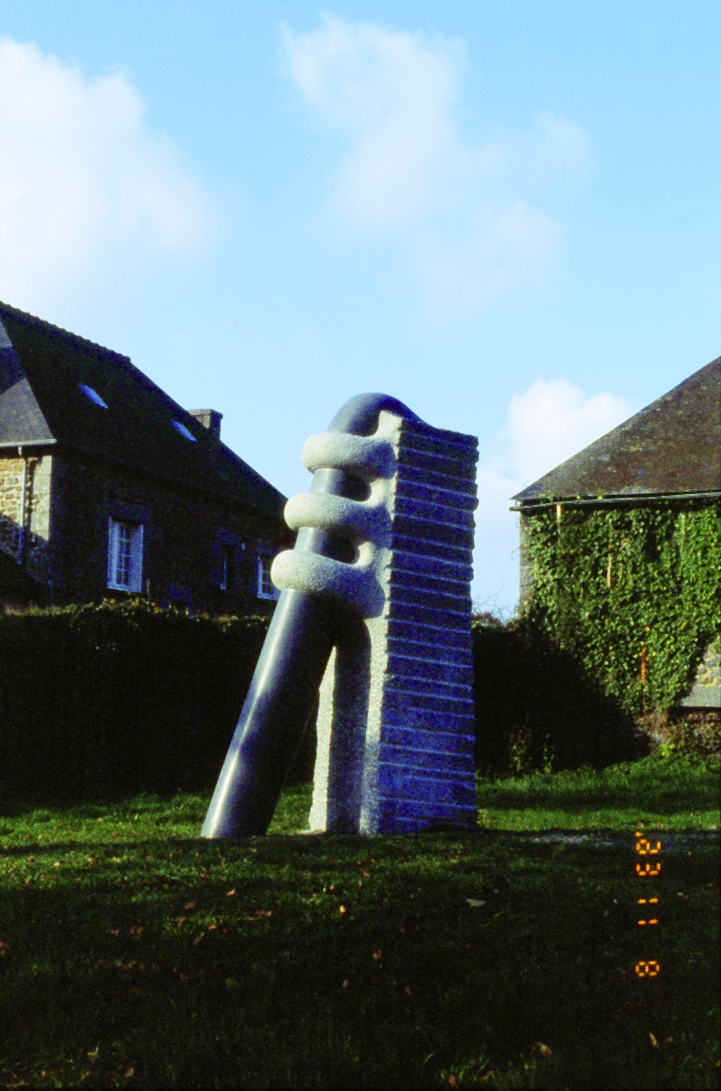
Eart Weaving, 1993.
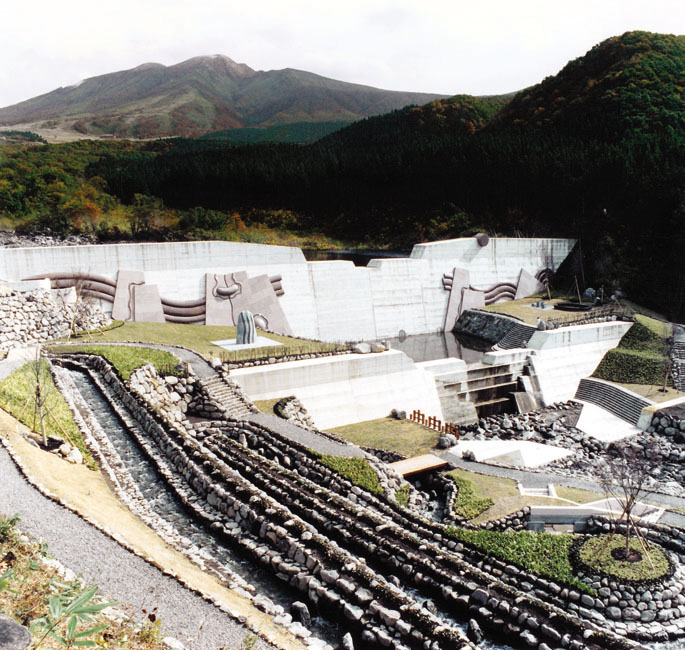
Sculpture sur le barrage du lac de Tazawako, Japon.